# De Vaanders
De Vaanders  is een natuurgebied van 65 hectare gelegen in het Bulskampveld tussen Beernem en Aalter. Het mozaiëklandschap bestaat uit bossen, dreven en een aantal weilanden. Door  het  gebied  stromen  twee waterlopen:  de Zouterbeek-Galgeveldbeek en de Lakebuis-Schuurlobeek. Het bos bestaat hoofdzakelijk uit zomereik, wintereik, populier en naaldhout en er komen planten voor als hengel en tormentil. In de weilanden die geleidelijk voedselarmer worden gemaakt, bloeit schildereprijs, melkeppe en kantig hertshooi. In De Vaanders leeft oner andere ree, vos, buizerd en grote bonte specht. Het natuurgebied wordt beheerd door Natuurpunt. Door De Vaanders loopt een bewegwijzerd pad van 4,3 kilometer.